# Encephalus complicans
Encephalus complicans är en skalbaggsart som beskrevs av Stephens 1832. Encephalus complicans ingår i släktet Encephalus, och familjen kortvingar. Arten är reproducerande i Sverige.